# アステリズム (武満徹)
『アステリズム』(英語: Asterism) は、武満徹が作曲したピアノ協奏曲である。1968年 (昭和43年) に作曲された。

## 作曲の経緯
アステリズムは、小澤征爾とトロント交響楽団が横山勝也 (尺八)・鶴田錦史 (琵琶) を独奏に迎えてRCAに録音した『ノヴェンバー・ステップス』が縁になって作曲された。
『ノヴェンバー・ステップス』の初演にニューヨーク・フィルハーモニー管弦楽団が使える練習時間は2、3日と限られた時間しかなかったので、世界初演の指揮をする小澤征爾は練習に不安を抱えていた。当時、小澤はトロント交響楽団の音楽監督だったのと、ニューヨークでの初演の後で同交響楽団によっても演奏される予定だったことから、初演の練習に同楽団を使うことにし、トロント交響楽団のメンバーもそれを快諾していた。これが結果的に、トロント交響楽団による『ノヴェンバー・ステップス』の世界初録音につながった。
この録音の担当ディレクターが『ノヴェンバー・ステップス』を非常に気に入り、RCAの委嘱でもう1曲書いてほしいという依頼が武満にあった。実際には1973年 (昭和48年) に同じ編成で『秋』を書くことにはなるが、当時の武満は、邦楽器とオーケストラによる協奏的作品を書くのは『ノヴェンバー・ステップス』が最後という考えだったので、代わりにまったく違う傾向の作品を書いた。それが『アステリズム』である。RCAビクターから委嘱され、1968年 (昭和43年) に作曲を開始、同年12月31日に完成した。
作品のスコアの扉には、「アステリズム」という言葉についての説明が掲載されており、「天文学用語」と「結晶学用語」について説明されている。なお説明は辞書から引用している。

## 曲の構成
作品の後半部分では長い時間に渡って爆発的なオーケストラのクレッシェンドが置かれ、強烈な音響の後、ピアノが静かに断片的なモティーフを演奏して全曲を閉じる。一般的に言って、『アステリズム』で一番評価されるのは、作品の終わり近くに現れる非常に長いタムタムのクレッシェンドで、実際に武満が作品で最も強調したのがこの部分である。初演にあたって、打楽器の響きが武満の望むようには鳴らなかったため武満もトロント交響楽団の打楽器セクションのメンバーもかなり苦労し、演奏や使うバチに工夫を凝らした。実際、『アステリズム』の打楽器パートは単に楽譜の指示通りに演奏するだけではだめで、使うバチは特別に加工されたものが必要だった。そのため、少なくとも武満の存命時は『アステリズム』の演奏には毎回、トロント交響楽団からバチを取り寄せて使っていた。

## 編成
変則的な3管編成のオーケストラと独奏ピアノによる。
- フルート 3 (ピッコロ 3持ち替え)
- オーボエ 2
- クラリネット 3 (1番は小クラリネット、3番はバスクラリネット持ち替え)
- ファゴット 2(2番はコントラファゴット持ち替え)
- ホルン 4
- 小トランペット
- トランペット (C管) 2
- トロンボーン 2
- バス・トロンボーン 1
- チューバ 1
- 打楽器 6
- チェレスタ 1
- ハープ 2
- 弦5部 (第1ヴァイオリン 12、第2ヴァイオリン 12、ヴィオラ 10、チェロ 8、コントラバス 6)
- ピアノ独奏

## 初演
1969年 (昭和44年) 1月14日、トロント交響楽団の定期公演にて。指揮は小澤征爾、ピアノ独奏は高橋悠治。作品は初演者の2人に献呈されている。

## 演奏時間
約11分

## 出版
ペータース出版

## 録音
- 武満徹『ノヴェンバー・ステップス』BMGビクター BVCC-5048、高橋悠治 (ピアノ)・小澤征爾 (指揮)・トロント交響楽団 (1969年1月16日、トロント、マッシー・ホールで録音)
- 武満徹の宇宙 Cosmos of Toru Takemitsu、フォンテック TOCCF-10、高橋悠治 (ピアノ) ・高関健 (指揮) 東京フィルハーモニー交響楽団 2006年5月28日、東京オペラシティコンサート・ホール (タケミツ・メモリアル) ライブ録音